# Maipina de la Barra
Maipina Copacabana de la Barra Lira (París, 15 de abril de 1834-Buenos Aires, 2 de septiembre de 1904) fue una escritora de libros de viajes y defensora de la educación de la mujer chilena. 
Después de la temprana muerte de su esposo, viajó por partes de Europa y América del Sur con su hija Eva. Radicada definitivamente en Buenos Aires, publicó una memoria de sus viajes titulada Mis impresiones y mis vicisitudes (1878). El libro trataba sobre el estado de la educación de las mujeres en las sociedades que había visitado y fue el primer diario de viajes publicado por una mujer chilena.

## Vida y viajes
Maipina de la Barra nació en abril de 1834 en París, hija del político chileno José Miguel de la Barra y su esposa francesa Athénaïs Pereira de Lira. Su inusual nombre de pila fue elegido en recuerdo de la Batalla de Maipú (1818), un enfrentamiento entre el nuevo gobierno independiente de Chile y el Imperio español en el que había luchado su padre. Poco se sabe sobre su educación. A fines de la década de 1830, la familia se trasladó a Chile, donde se casó con José Ignacio Cobo en 1851. Tuvieron cuatro hijos, de los cuales solo una, Eva Filomena, sobrevivió a la infancia.
Después de la muerte de su marido en 1873, de la Barra y su hija Eva Filomena viajaron a Francia e Italia. El viaje había sido pensado como un viaje educativo para su hija. En un proyecto similar, cruzaron la Cordillera de los Andes y finalmente se establecieron en Buenos Aires donde trabajó como profesora de piano. A partir de ese momento, comenzó a participar en debates sobre la educación de las mujeres y su papel en la sociedad. Aunque vivió en circunstancias económicas modestas, pudo viajar a España en 1887. Murió en Buenos Aires, a los 70 años, el 2 de septiembre de 1904.

## Mis impresiones y mis vicisitudes
En 1878, de la Barra publicó una memoria de sus viajes por Europa y América del Sur. Dedicado a las mujeres argentinas, el libro Mis impresiones y mis vicisitudes presenta sus observaciones sobre las sociedades que había vivido durante sus viajes. Su preocupación central en ella es la educación de la mujer, y el papel de la madre en ella, que de la Barra analiza con miras tanto a América del Sur como a Europa. Su libro fue el primer diario de viajes publicado por una mujer chilena.

## Obras

### Memorias de viaje
- Mis impresiones y mis vicisitudes en mi viaje a Europa pasando por el Estrecho de Magallanes y en mi escursión a Buenos Aires pasando por la cordillera de los Andes. Buenos Aires. Febrero de 1878. 
  - Ulloa, Carla (Estudio preliminar, transcripción y modernización ortográfica). Mis impresiones y mis vicisitudes en mi viaje a Europa pasando por el Estrecho de Magallanes y en mi excursión a Buenos Aires pasando por la cordillera de Los Andes. Reedición crítica del original de 1878. Editorial Cuarto Propio, Santiago, Chile, 2013.

### Traducciones
- La ciencia oculta. Estudio sobre la doctrina esotérica. Traducción del francés. Original de Luis Dramand

### Obras musicales
- El paseo de Santa Lucía. Marcha para piano. 1872.
- Marcha triunfal: Paz y unión chilena argentina. Sonata para piano. 1890.